# Clark Davis
Clark Davis (* 15. května 1957 Calgary, Kanada) je bývalý kanadský zápasník, volnostylař. V roce 1979 obsadil druhé místo na Panamerických hrách. V roce 1982 a 1985 vybojoval stříbrnou medaili na mistrovství světa. V roce 1982 a 1986 zvítězil na hrách Commonwealthu. Dvakrát startoval na olympijských hrách. V roce 1984 v Los Angeles obsadil v kategorii do 90 kg 4. místo, v roce 1988 v Soulu v kategorii do 100 kg vypadl ve třetím kole.